# Cempuis
Cempuis là một xã thuộc tỉnh Oise trong vùng Hauts-de-France tây bắc nước Pháp. Xã này nằm ở khu vực có độ cao trung bình 117 mét trên mực nước biển.

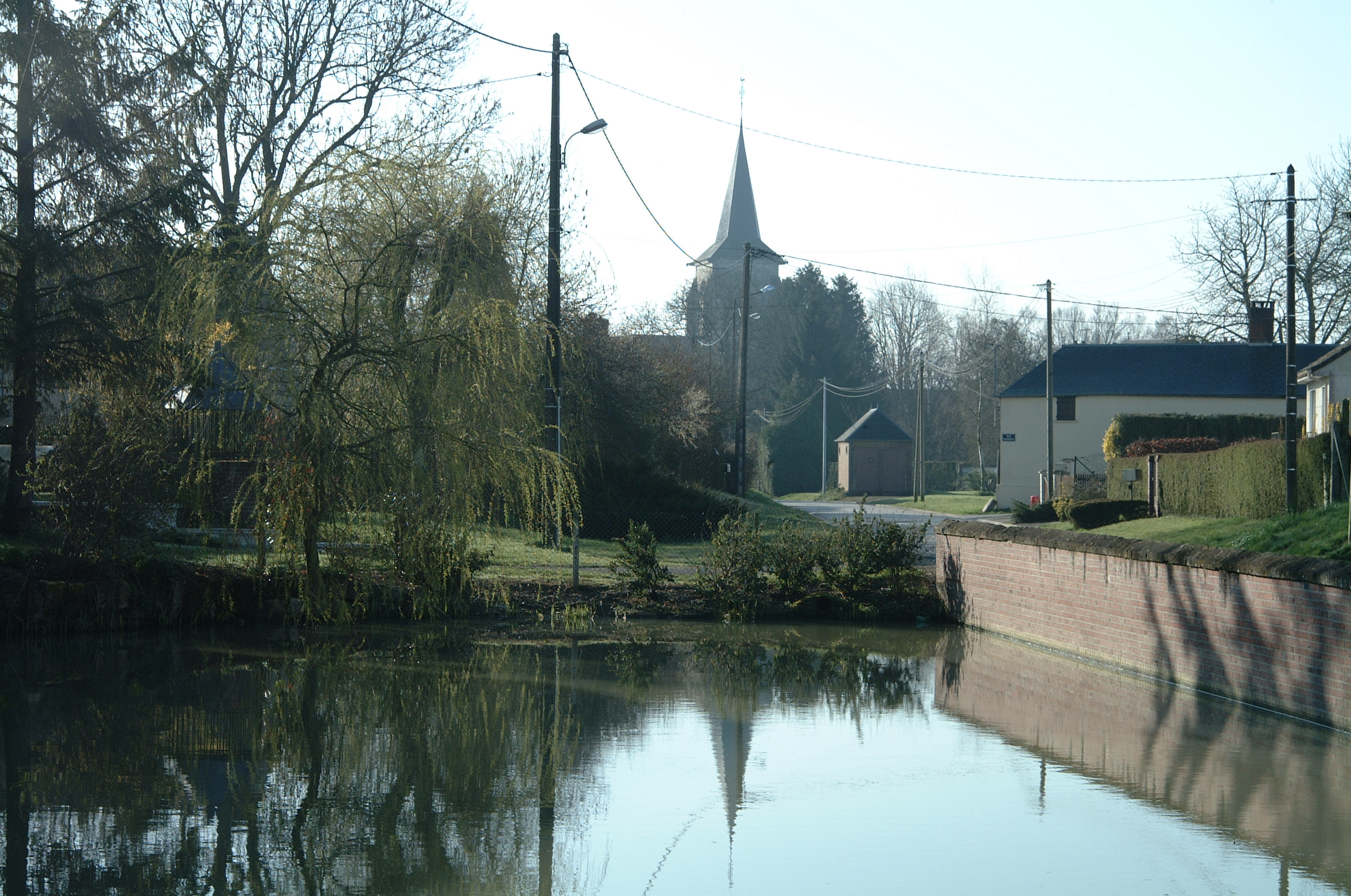
Cempuis - La mare

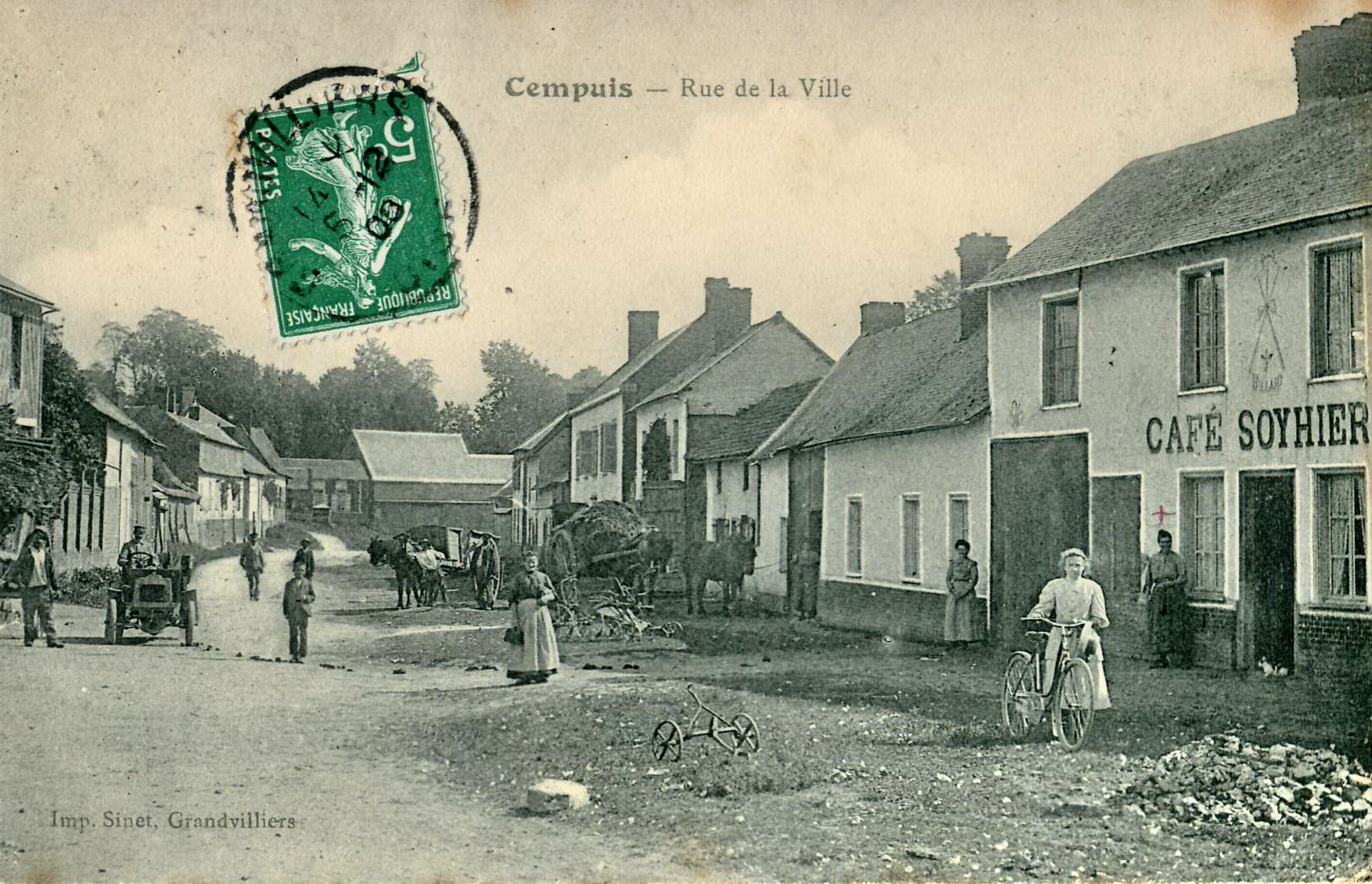
La rue prinjcipale, au début du